# José Ignacio Álvarez Thomas
José Ignacio Álvarez Thomas (Arequipa, 15 de febrer del 1787 - Buenos Aires, 19 de juliol del 1857) va ser un polític i militar peruà de gran participació en les Províncies Unides del Riu de la Plata.

## Carrera militar
Els pares de José Ignacio Álvarez Thomas van ser el brigader gallec Antonio Álvarez Jiménez i la dama barcelonesa María Isabel Thomás i Rancé (neboda del religiós francès Armand Jean Li Bouthillier de Rancé). Els seus germans van ser:
- José Álvarez i Thomas (1795-1864), coronel de l'exèrcit peruà, casat amb Mercedes Martínez de Pinillos i Cacho.
- Manuela Álvarez i Thomas.
- Pascual Álvarez i Thomas, mariscal de camp de l'exèrcit espanyol.
- María Álvarez i Thomas.
- Melchor Álvarez i Thomas, general de brigada de l'exèrcit mexicà.
- Antonio María Álvarez i Thomas, tinent general de l'exèrcit espanyol.

El seu pare es va establir al virregnat del Perú com a governador intendent de la Corona espanyola.
Durant un temps, va viure amb la seva família a Lima, Perú però quan al 1797 el seu pare va ser cridat pel servei espanyol, tota la família va viatjar a Buenos Aires, on es van establir, mentre el seu pare va anar sol a Madrid.
Com a sotstinent del Regiment Fixe de Buenos Aires durant la primera de les Invasions Angleses al 1806 va acompanyar al virrei Rafael de Sobremonte durant la seva fugida a Còrdova. En la segona invasió anglesa al Riu de la Plata va lluitar amb les milícies patriotes durant el setge de Montevideo del 1807 però va ser capturat i empresonat. Va ser alliberat posteriorment després de la rendició de les tropes invasores.
Al 1810 va participar en la Revolució de Maig amb el grau de tinent coronel on va estar al capdavant del quart regiment format per l'antic Terç de Càntabres Muntanyeses.
El 3 de maig del 1812 es va casar amb María del Carmen Ramos Belgrano, amb qui va tenir 9 fills
Durant el govern de Carlos María de Alvear com a director suprem va lluitar com a coronel en la conquesta de Montevideo on va guanyar una medalla (probablement la que apareix al seu retrat).
Va ser designat cap de l'avantguarda de l'exèrcit que havia d'atacar als federals a Santa Fe i possiblement a la Banda Oriental. No obstant, poc després de partir, el 3 d'abril del 1815, mentre estava a la Fontezuela, prop de l'actual ciutat de Pergamí (província de Buenos Aires), es va posar en contacte amb els enviats del cabdill oriental José Gervasio Artigas i es va aliar contra Carlos María de Alvear.
Finalment, el Cabildo de Buenos Aires i el general Miguel Estanislao Soler van forçar la renúncia d'Alvear. Juntament amb aquest va caure també l'Assemblea de l'Any XIII.

## Director suprem

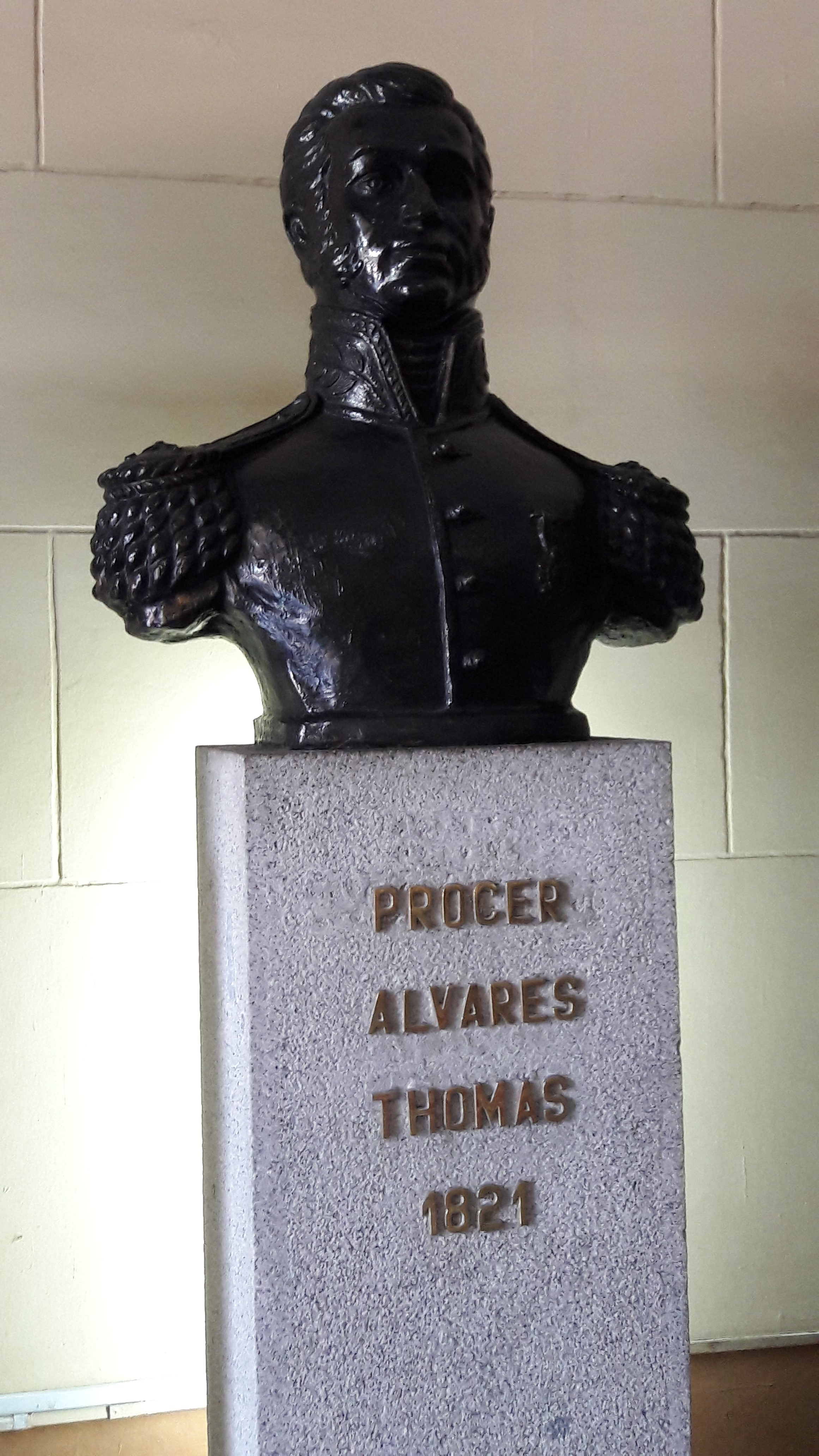
Efígies d'Ignacio Álvarez Thomas all Panteó de los Próceres a Lima (Perú).

El Cabildo de Buenos Aires va elegir com a nou director suprem el 20 d'abril del 1815 a José Rondeau. Però com que aquest estava al capdavant de l'Exèrcit del Nord en una campanya militar contra els realistes a l'Alt Perú, Álvarez Thomas va ser designat director interí l'endemà. Per tant, entre el 21 d'abril del 1815 i el 3 de maig del 1816 va ocupar interinament el càrrec de director suprem de les Províncies Unides del Riu de la Plata, en qualitat de substitut.
A mitjans del 1815 va fer detenir a una comissió del Congrés d'Orient de les províncies artiguistas (és a dir, províncies que estaven d'acord amb José Gervasio Artigas), que havien baixat a Buenos Aires per establir la pau, per la qual cosa aquestes converses es van interrompre.
Va enviar a Santa Fe al general Juan José Viamonte per a comandar l'Exèrcit d'Observació format per 3000 homes. Aquest exèrcit va aconseguir restablir la dependència del govern de Buenos Aires tan bon punt Juan Francisco Tarragona va ser designat pel cabildo de Santa Fe com a tinent de governador, el 2 de setembre del 1815.
Aquest càrrec va durar poc, ja que el 2 de març del 1816, els cabdills Mariano Vera i Estanislao López es van sublevar a Añapiré i van assetjar a Santa Fe. El 21 de març Viamonte va haver de capitular, Tarragona va ser deposat i es va proclamar la sobirania de la província i el seu ingrés a la Lliga dels Pobles Lliures, sota la protecció d'Artigas.
Álvarez Thomas va intentar una nova invasió contra Santa Fe però el 9 d'abril del 1816 el general Eustoquio Díaz Vélez, amb el suport dels oficials i de les tropes, va acordar amb els federals el Pacte de Sao Tomé i va forçar al director substitut a renunciar a la invasió.
El 16 d'abril de 1816 Álvarez Thomas va presentar la seva "abdicació solemne" davant una assemblea constituïda pel cabildo de Buenos Aires i la Junta d'Observació que ràpidament la van acceptar en atenció a la "urgència de les circumstàncies" i van decidir enviar al Congrés de Tucumán la decisió.
La seva dimissió tampoc va complir els seus objectius, ja que finalment les províncies sota la influència d'Artiges no van enviar els diputats al Congrés de Tucumán ni van participar en la declaració de la Independència de les Províncies Unides a Sud-amèrica.
No va ser Álvarez Thomas l'únic responsable; La seva responsabilitat va ser compartida amb gairebé tots els governs de Buenos Aires i amb el caràcter particular del cabdill oriental.

## Últims anys
El 1820, quan el Directori va ser dissolt, Ignacio Álvarez Thomas va ressorgir com a líder; Però en ser empresonat i alliberat durant 19 dies va perdre la seva poca influència política.
Entre el 1825 i el 1827 va exercir els càrrecs d'ambaixador de la província de Buenos Aires a Perú i més tard a Xile.
El 1829 va tornar a Buenos Aires, on va intentar d'organitzar una sublevació contra el govern de Juan Manuel de Roses. Va ser empresonat i posteriorment desterrat a l'Uruguai. El 1836 va tornar a intentar d'organitzar una altra insurrecció contra Roses, per la qual cosa aquest va pressionar perquè Álvarez Thomas fos desterrat a Brasil. El 1839 va col·laborar amb la campanya del general Juan Lavalle (a Rio de Janeiro) i el 1840 va intentar organitzar una altra nova sublevació contra el governador Roses. El 1846 va emigrar a Xile i després a Perú.
El 1852, quan Roses va ser enderrocat per Justo José de Urquiza, Álvarez Thomas va tornar a l'Argentina per instal·lar-se a Buenos Aires definitivament. Va abandonar l'exèrcit de l'Estat de Buenos Aires amb el grau de coronel major.
Va morir, possiblement de tuberculosi, el 19 de juliol del 1857, als 70 anys, a la ciutat de Buenos Aires i les seves restes descansen en el Cementiri de la Recoleta d'aquesta ciutat.